# Unsterbliche (Rechtsextremismus)
Die Unsterblichen waren eine Kampagne, die von Neonazis durchgeführt wurde und deutschlandweit Anwendung fand. Dabei formierte sich ähnlich einem Flashmob eine Anzahl von bis zu 300 Teilnehmern, die mit weißen Masken, meist des Nachts, dann mit Fackeln, einen Aufmarsch durchführten, der sich nach wenigen Minuten auflöste. Die Fackelmärsche wurden gefilmt und mit Musik unterlegt im Internet veröffentlicht. Diese Methode wurde erstmals von den Spreelichtern, einer Gruppierung innerhalb der im Juni 2012 verbotenen Widerstandsbewegung in Südbrandenburg, genutzt. Diesen Aufmärschen folgte eine mediale Inszenierung über das Internet, die eine breite Wirkung zu erzielen suchte.

## Auftreten
Bei ihren überraschenden Auftritten auf Volksfesten oder bei nächtlichen Umzügen trugen die rechtsextremen Aktivisten meist weiße Theatermasken. Sie zogen in Formationen von etwa fünfzig bis hundert Menschen durchs Gelände und skandierten rechtsextreme Parolen. Meist verschwanden sie ebenso plötzlich, wie sie gekommen waren. Insbesondere die nächtlichen Auftritte erinnerten an Fackelzüge der Nationalsozialisten.
Durch die Maskierung sollte verhindert werden, dass einzelnen Personen konkrete Taten oder Äußerungen zur Last gelegt werden können. Die Intention ähnelt damit denen des Schwarzen Blocks der Antifa oder der autonomen Nationalisten.

## Propaganda
Die völkische Ideologie drückt sich in der Rede vom drohenden „Volkstod“ und dem medial aufgearbeiteten Aktionsmodell der Gruppierung aus. Ihre Aktionen dokumentierten sie in professionell gemachten Videos, die sie über rechtsextreme Websites verbreiteten. Zudem nutzen sie Social-Media-Plattformen für die Verbreitung.
Lediglich an 21 Orten gab es bis zum Verbot solche Aufmärsche, meist mit wenigen Dutzend Teilnehmern. Da die Videos bearbeitet wurden, wirkt es für die Zuschauer jedoch, als sei die Zahl der Teilnehmer erheblich höher gewesen. Die Bilder suggerieren, als marschierten Tausende durch die Straßen mit dem Ziel, die Demokratie abzuschaffen.

## Entstehung
Die Fackelmärsche der Unsterblichen gehen auf die Spreelichter zurück, eine rechtsextreme Brandenburger Gruppierung innerhalb der sogenannten Widerstandsbewegung in Südbrandenburg, deren Mitglieder teilweise auch in der NPD-Jugendorganisation Junge Nationaldemokraten aktiv waren. „Demokraten bringen uns den Volkstod“ lautete ihre Parole. In einem Positionspapier schrieben sie: „Es geht um Propaganda – um Propaganda, die unmissverständlich das System als Grund dafür erkennt und benennt, dass unser Volk seinem Tod entgegengeht.“
Die Gruppe trat erstmals 2006 in Lübbenau auf. Weitere frühe Auftritte fanden in Bautzen, in Altenburg, in Frohburg sowie in Kohren-Sahlis statt, nahe dem Rittergut, das der Neonazi Karl-Heinz Hoffmann damals als rechtsextreme Bildungsstätte betrieben hat. 
Die Aktionsform, weißmaskiert Flashmobs durchzuführen, ist keine rechtsextreme Erfindung. Sie wurde den Aktionen einer linken Gruppierung namens Die Überflüssigen entlehnt.
Das Bemerkenswerte an den Unsterblichen sei, so der Potsdamer Politikwissenschaftler Gideon Botsch, „dass sich die Rechtsextremen neue Medien und neue Aktionsformen erschlossen haben und damit teilweise ihre Marginalisierung durch den Mainstream etwas durchbrechen können.“